# كريستين سيمونز
كريستين سيمونز (بالإنجليزية: Kristen Simmons)‏ هي كاتبة للأطفال وكاتِبة أمريكية، ولدت في القرن العشرين.